# Karolewko (Wilkowice)
Karolewko – część wsi Wilkowice w Polsce, położona w województwie wielkopolskim, w powiecie leszczyńskim, w gminie Lipno.
W latach 1975–1998 Karolewko administracyjnie należało do województwa leszczyńskiego